# Племирио
Племирио је насеље у Италији у округу Сиракуза, региону Сицилија.
Према процени из 2011. у насељу је живело 376 становника. Насеље се налази на надморској висини од 43 м.